# 賭彩黑名單
《賭彩黑名單》（英語：The Dead Pool）是一部1988年美國動作犯罪驚悚片，由巴迪·范宏恩執導，史帝夫·沙朗編劇。該片為1983年電影《撥雲見日》的續集，以及「骯髒哈利系列電影」的第五部兼最後一部作品。該片由克林·伊斯威特、派翠西亞·克拉克森、連恩·尼遜與伊凡·金主演；故事主要描述由伊斯威特飾演的舊金山警察局（SFPD）督察哈利·卡拉漢被一名頑強的連環殺手所盯上，而成為了的目標之一。其片長僅91分鐘，為該系列最短的一部。
《賭彩黑名單》1988年7月13日在美國上映，獲得了褒貶不一的評價和平庸的票房。

## 劇情
SFPD重案組督察哈利·卡拉漢憑自身的證詞而成功將犯罪老大盧·盧洛洛定罪並入獄。卡拉漢為此成為了名人，但也遭到前者和名人哈內羅的手下盯上。卡拉漢在伏擊中殺死四名襲擊者後，警察局艾爾·昆作為他的搭檔；因為他的搭檔時常遇害，所以卡拉漢建議他穿件防彈背心。兩人調查了搖滾歌手強尼·史崔特的死亡案件，便確認他是遭人謀殺。史崔特是名因吸毒而飽受爭議的歌手（其創作的歌曲也常和毒品有關），他在遇害前正與著名的恐怖片導演彼得·史旺合拍一部砍殺電影。
不久後，該片的執行製片人狄恩·麥迪遜在唐人街餐館的搶劫中遇難。卡拉漢殺死了四名劫匪，而昆則施展功夫制伏了第五人他們在麥迪遜的口袋裡發現了一張記有卡拉漢和史崔特等名人的名單，並了解到麥迪遜和史旺都參與了一場名為「死亡賭局」的遊戲；其規則是參與者預測名單上的名人是否會在灣區死亡（無論是意外、暴力還是自然災害所引起），猜中者得勝。另一位在史旺名單上的影評人莫莉·費雪則被一名自稱是史旺的的入侵者殺死；這讓史旺在倖存的名人中引起恐慌，並成為了犯罪嫌疑人。
在卡拉漢弄壞一家電視台用來拍攝史崔特女友的攝影機後，為避免起訴，他必須與記者薩曼莎·沃克合作。沃克想將卡拉漢充滿爭議的職業生涯作成訪談影片，以換取放棄訴訟的決定，但卡拉漢指責身為媒體人的她只想消費自己的危險。後來，他們倖免於哈內羅手下的另一次襲擊；沃克不願自己和該事件成為新聞報導的主題，並因此重新考慮起警察面臨的危險與公眾的知情權。
在聖昆丁州立監獄，哈內羅正在服刑，卡拉漢買通了在同一監獄的大塊頭罪犯布徹·希克斯來威脅哈內羅，以防止對方再來找自己麻煩。為了不讓卡拉漢被他人下手，哈內羅派了兩名男子來擔任他的私人保鏢。
之後，一位名為葛斯·惠勒的男子聲稱自己就是黑名單的謀殺犯，並利用汽油威脅自殺。但卡拉漢與沃克發現他根本不是兇手，而是一位企圖不顧一切地出現在鏡頭前的關注尋求者。沃克透過拒絕拍攝他來阻止惠勒的計劃；但惠勒卻不小心讓自己著火，卡拉漢及時救了他。事後，沃克拒絕將惠勒的事作成報導，這使卡拉漢和沃克漸漸變得親密。
在卡拉漢與昆認為兇手不是史旺後，史旺告訴他們，嫌犯可能是患有精神分裂症的狂熱粉絲哈倫·魯克，魯克認為導演竊取了他的想法和工作，這讓史旺透過律師對他下達限制令。另一方面，魯克利用裝有C4炸藥的遙控車殺死了黑名單上的脫口秀主持人諾蘭·肯納德。卡拉漢在犯罪現場發現了一個玩具車的車輪，後來又看見另一輛跟隨他和昆的玩具車。在意識到這是兇手的陷阱後，他們離開了城市並與魯克在街道上展開一場飛車追逐。卡拉漢和昆被困在一條小巷中，但僅車頭遭到遙控車炸彈炸掉。而昆則因事先有穿上防彈背心而逃過死劫，但仍斷了幾根肋骨並住院。
自稱是史旺的的魯克在電視台打電話給沃克後，邀請她到史旺的電影製片廠接受採訪。警方在魯克的公寓裡發現了史旺電影的大量海報、爆裂物材料和取代卡拉漢的沃克之名。在製片廠中，卡拉漢面對著持有沃克作人質的魯克。因對方威脅要割開她的喉嚨後，卡拉漢丟棄了自己的.44馬格南左輪手槍，但趁機引開對方的注意而讓沃克逃脫。在追逐過程中，卡拉漢引誘魯克到碼頭邊，魯克用自己的槍向他射擊，但都未擊中。在他彈藥用盡後，卡拉漢現身並手持一支史衛德·佛恩魚叉砲朝他射擊，使魯克被釘在牆上致死。待警方到達時，卡拉漢帶著沃克離開現場。

## 演員

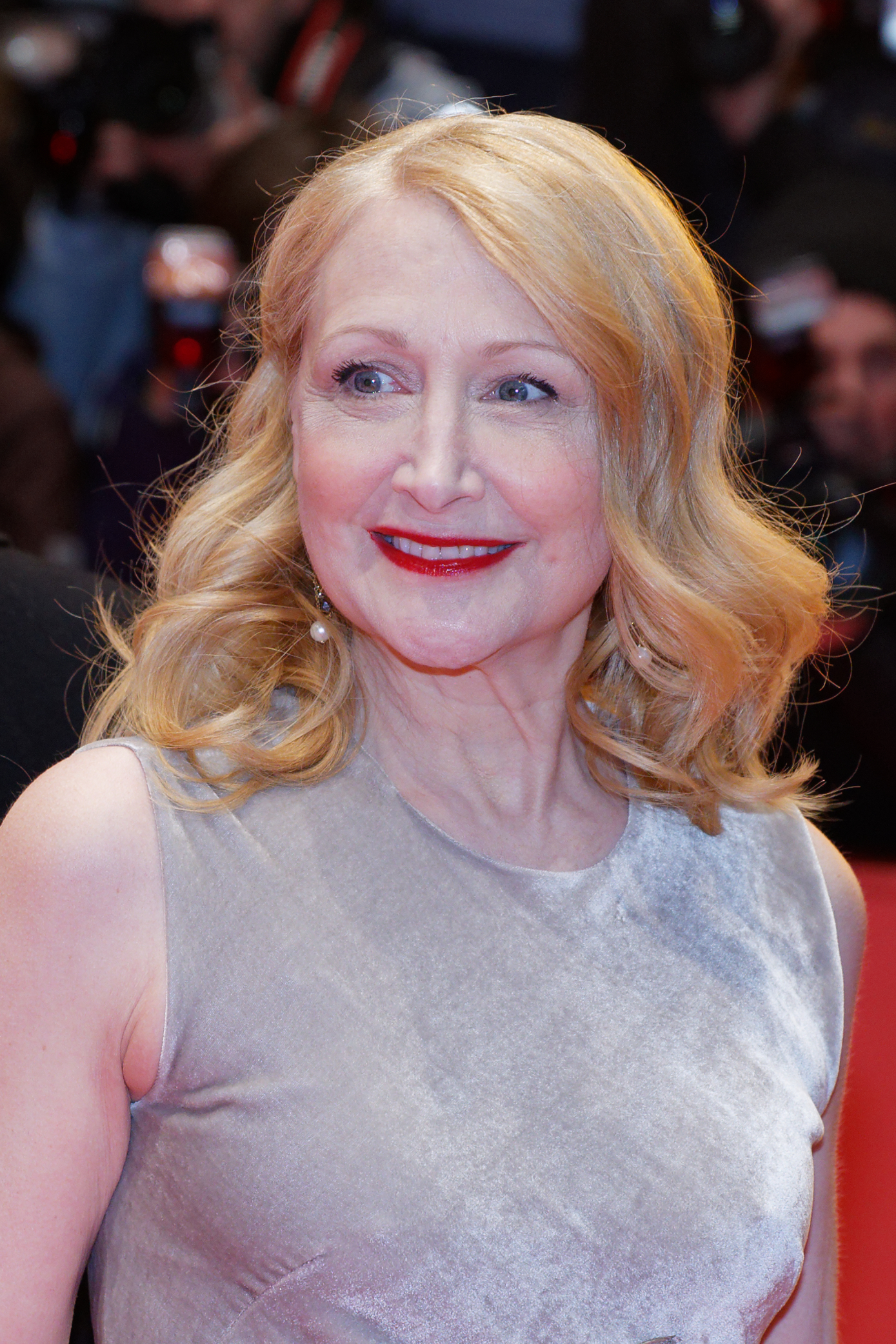
《賭彩黑名單》為派翠西亞·克拉克森首部擔任女主角的電影。

- 克林·伊斯威特飾演哈利·卡拉漢[4]：SFPD重案組督察，我行我素，外號「骯髒哈利」。
- 派翠西亞·克拉克森[註 1]飾演薩曼莎·沃克[4]：電視台記者。
- 連恩·尼遜飾演彼得·史旺[4]：知名的恐怖片導演。
- 伊凡·金（英语：Evan C. Kim）飾演艾爾·昆[4]：SFPD重案組督察，卡拉漢的新搭檔。
- 大衛·亨特（英语：David Hunt (actor)）飾演哈倫·魯克[4]：患有精神分裂症的狂熱粉絲。
- 麥可·嘉瑞（英语：Michael Currie (actor)）飾演唐納利隊長：SFPD重案組長官。
- 金·凱瑞[註 2]飾演強尼·史崔特[4]：爭議性的搖滾歌手。
- 查爾斯·馬爾蒂內飾演記者[4]：在警察局的記者。

## 製作
在《撥雲見日》（1983年）之後，伊斯威特又開始對另一部《骯髒哈利》電影產生興趣，「這很有趣，過一段時間後，有著一個你可以回歸的角色。這就像重訪一名你很久沒見過的老朋友。你會看見『我會回去看看他所感受的事物』。」《賭彩黑名單》於1988年2月至3月在加利福尼亞州舊金山開始拍攝，由巴迪·范宏恩執導，他先前曾在《緊急搜捕令》（1973年）中第二攝製組導演。此外，前四部電影皆有演出的阿爾伯特·包普維爾則因拍攝《那女孩是誰》（1987年）而造成時間安排衝突，導致他未能參演《賭彩黑名單》。
漫畫創作者羅布·李斐德坦承，該片的片名是漫威漫畫角色死侍的名字之靈感來源。

### 飛車追逐
在片中，卡拉漢開著未記型號的奧茲莫比爾98在舊金山的丘陵街道一帶和魯克組裝的遙控炸彈（偽裝成遙控車）展開追逐；而這個「炸彈」實際上是高度改良的Associated RC10遙控越野車，它必須配備高達8.4v鎳鎘電池及Parma International現成的1963年雪佛蘭克爾維特之車身。為了使高速移動順利，該車降低了離地間隙。由於需要最好的車手來完成這個邊開車邊遙控的特技，導演范宏恩選擇了1985年的越野世界冠軍的傑·海爾賽來擔任駕駛。起初，范宏恩不確定該R/C遙控車能否追上奧茲莫比爾，因在從山頂開始的場景，導演允許兩輛車一起出發，結果，前者領先了後者，這使得劇組不得不讓伊斯威特的車先抵達終點。在一次的車輛跳躍的場景中，RC10越過奧茲莫比爾，在街道盡頭等待。而海爾賽只需在炸彈即將被引爆的現場全速駕駛他的車。這一幕花了一個半星期的時間拍攝，劇組需要用上一部安裝在地平面上的攝影鏡頭的機動三輪車來拍攝RC10。引擎的音效在後期製作中才加入。這段追逐場景與史提夫·麥昆的電影《警網鐵金剛》（1968年）著名的追逐有很多相似之處；據傳，這部片也是伊斯威特最喜歡的電影。

## 發行
在美國，《賭彩黑名單》由華納兄弟發行，並定於1988年7月13日在美國上映，而日本則於1988年9月23日上映；除此之外，其他的國家都在1989年起才發行。該片在匈牙利並未於戲院上映，而是於2009年8月25日以DVD首映的方式發行。

## 反響

### 評價
《賭彩黑名單》獲得了褒貶不一的評價。爛番茄根據29條評論，持有55%的新鮮度，平均得分5.6／10。而在Metacritic上則獲得了46分。
知名漫畫家法蘭克·米勒並不喜歡該片，他說：「當我去看最後一部《骯髒哈利》電影《賭彩黑名單》時，我很反感，我到外頭說，這不是《骯髒哈利》電影，這沒什麼，這是一個蒼白的續集。」《波士頓環球報》的傑·卡爾儘管給了該片負評，但他仍對片中的飛車追逐給予讚賞。
《芝加哥太陽報》的羅傑·艾伯特給了該片3.5顆星（滿分4顆星）的好評，並說「和原來一樣好。聰明、靈活，且用真正的智慧所呈現。」《芝加哥論壇報》的吉恩·西斯克爾也給予該片正面的評價：「以往的續集大都是陰沉的槍聲，《賭彩黑名單》是一部充滿機智、幽默和張力的驚悚片。」

### 票房
《賭彩黑名單》於1988年7月在美國各大戲院上映。在首週末，該片從1988間戲院中獲得了907萬1330美元，每間平均收入4954美元。在美國，《賭彩黑名單》總票房約3790萬美元，對比其3100萬美元的預算來說並不算成功，其利潤也是五部《骯髒哈利》電影中最低的一部。

## 影響和後續
《賭彩黑名單》儘管反響不佳，但哈利·卡拉漢所說的「你的意見真是狗屁，每個人都想得到。」也成為了該系列中的知名台詞之一。
克林·伊斯威特已公開宣布，自己沒有興趣再拍下一部《骯髒哈利》電影。2000年，伊斯威特開玩笑地談到了潛在的續集：「《骯髒哈利6》！哈利退休了，他站在一條小溪邊飛蠅釣。他厭倦使用釣竿和英式釣竿！或者哈利退休了，他會用步行的方式來抓壞人？」

## 備註
1. ↑  該片為派翠西亞·克拉克森首部擔任女主角的電影[3]。
2. ↑  金·凱瑞在當時並不出名，且掛名為「詹姆士·凱瑞」[2]。

## 外部連結
- 互联网电影数据库（IMDb）上《賭彩黑名單》的资料（英文）
- AllMovie上《賭彩黑名單》的资料（英文）
- TCM电影资料库上《賭彩黑名單》的资料（英文）
- 美国电影学会目录上的《The Dead Pool》（英文）
- Box Office Mojo上《賭彩黑名單》的資料（英文）
- 爛番茄上《賭彩黑名單》的資料（英文）
- 豆瓣电影上《賭彩黑名單》的資料 （简体中文）